# Грэм, Томас (политолог)
Томас Грэм (англ. Thomas Graham) — американский политолог, бывший советник президента США Джорджа Буша по России и Евразии. Свободно говорит по-русски.

## Биография
В 1969—1972 годах учился в Йельском университете, который окончил со степенью бакалавра в области российских исследований.
В 1981 году в Гарвардском университете защитил докторскую диссертацию по политологии.
С 1984 по 1998 год был на дипломатической службе. Его назначения включали две командировки в посольство США в Москве, где он занимал должности главы политического/внутреннего отдела и исполняющего обязанности политического советника. В перерывах между поездками в Москву он занимался делами России и СССР в отделе политического планирования Государственного департамента и в качестве помощника по политическим вопросам в офисе заместителя министра обороны по политическим вопросам.
С 1998 по 2001 год был старшим научным сотрудником фонда Карнеги.
С 2001 по 2002 год занимал должность заместителя директора отдела планирования политики Государственного департамента.
С 2002 по 2007 годах — директор по делам России в аппарате Совете национальной безопасности США.
С 2008 по 2021 годах — советник Kissinger Associates.
С 2011 года — научный сотрудник Института Джексона по глобальным вопросам Йельского университета.
В декабре 2016 года стало известно, что избранный президент США Дональд Трамп намеревается назначить Грэма новым послом США в России.

## Публикации
- The prospect of Russian disintegration is low (англ.) // European Security : журнал. — 1999. — Vol. 8. — P. 1—14. — doi:10.1080/09662839908407403.
- Арнольд Л. Горелик, Юлий Воронцов, Сергей Караганов. U.S.–Russian Relations at the Turn of the Century. — Washington, 2000.
- Thomas E. Graham, JR. Russia's Decline and Uncertain Recovery (англ.). — Washington, DC: Фонд Карнеги за международный мир, 2002. — 100 p. — ISBN 202-483-7600.

## Награды
- Медаль Пушкина (31 октября 2007 года, Россия) — за большой вклад в распространение, изучение русского языка, сохранение культурного наследия, сближение и взаимообогащение культур наций и народностей[2].